# Springville, Utah
Springville, Utah là một thành phố thuộc quận Utah trong bang Utah, Hoa Kỳ. Thành phố có tổng diện tích là 11,5 dặm vuông Anh (30 km2). Theo điều tra dân số Hoa Kỳ năm 2000, thành phố có dân số 20.424 người, dân số năm 2008 là 28.520 người.
Springville là một phần của Khu vực thống kê đô thị Provo-Orem, Utah. Các thành phố lân cận khác bao gồm Spanish Fork và Mapleton. Springville tự gọi xưng là "Thành phố nghệ thuật".
Springville nằm 3 dặm (4,8 km) về phía đông của đường bờ biển trung bình của hồ Utah, nhưng hồ nằm phía tây của xa lộ Interstate 15.